# Olympische Jugend-Sommerspiele 2018/Teilnehmer (Griechenland)
| Gelbes Symbol für Goldmedaillen mit stilisierten Olympischen Ringen | Graues Symbol für Silbermedaillen mit stilisierten Olympischen Ringen | Braundes Symbol für Bronzemedaillen mit stilisierten Olympischen Ringen |
| ------------------------------------------------------------------- | --------------------------------------------------------------------- | ----------------------------------------------------------------------- |
| 3                                                                   | 1                                                                     | 2                                                                       |

Die Jugend-Olympiamannschaft aus Griechenland für die III. Olympischen Jugend-Sommerspiele vom 6. bis 18. Oktober 2018 in Buenos Aires (Argentinien) bestand aus 33 Athleten. Fahnenträgerin bei der Eröffnungsfeier war die Ruderin Christina Bourbou, sie gewann im Zweier die erste Goldmedaille für Griechenland überhaupt bei Olympischen Jugend-Sommerspielen. Insgesamt gewann die Nation drei Gold-, eine Silber- und zwei Bronzemedaillen, eine weitere Bronzemedaille floss nicht in die offizielle Wertung ein, da sie mit einer gemischten Mannschaft gewonnen wurde.

## Athleten nach Sportarten

### Gewichtheben
| Mädchen - Mary Kardara Klasse über 58 kg: 5. Platz | Jungen - Gerasimos Galiatsatos Klasse über 85 kg: DNF |

### Karate
Mädchen
- Kyriaki Kydonaki
Kumite über 59 kg: Vorrunde

### Leichtathletik
| Mädchen - Eleni Ioannidou 800 m: 12. Platz - Vasileia Spyrou 3000 m: 12. Platz - Olga Fiaska 5 km Gehen: Bronze - Panagiota Dosi Hochsprung: 7. Platz - Spyridoula Karydi Dreisprung: 6. Platz - Sofia Kessidi Diskuswurf: 6. Platz - Stavroula Kosmidou Hammerwurf: 8. Platz - Elina Tzengko Speerwurf: Gold | Jungen - Ioannis Kamarinos 110 m Hürden: 9. Platz - Anthimos Kelepouris 5 km Gehen: 8. Platz - Gerasimos Kalogerakis Speerwurf: 13. Platz - Antonis Santas Stabhochsprung: 6. Platz - Theodoros Ziogas Hammerwurf: 9. Platz |

### Rudern
| Mädchen - Maria Kyridou - Christina Bourbou Zweier: Gold | Jungen - Stefanos Kapakoglou Einer: 7. Platz |

### Schwimmen
| Mädchen - Nikoletta Pavlopoulou 200 m Lagen: 9. Platz (Vorrunde) 200 m Brust: 14. Platz (Vorrunde) - Eleni Kontogeorgou 200 m Brust: 12. Platz (Vorrunde) | Jungen - Andreas Georgakopoulos 400 m Freistil: 16. Platz (Vorrunde) 800 m Freistil: 17. Platz (Vorrunde) - Savvas Thomoglou 200 m Brust: Silber |

### Segeln
| Mädchen - Katerina Divari Techno 293: 5. Platz | Jungen - Alexandros Kalpogiannakis Techno 293: Gold |

### Taekwondo
| Mädchen - Fani Tzeli Klasse bis 55 kg: Bronze | Jungen - Giorgos Ioannou Klasse bis 55 kg: Viertelfinale - Argyris Sofotasios Klasse bis 73 kg: Viertelfinale |

### Tischtennis
- Ioannis Sgouropoulos
Einzel: Viertelfinale
Mixed: Achtelfinale (mit Nadeschda Bogdanowa  Belarus)

### Turnen

#### Gymnastik
Mädchen
- Elvira Katsali
Einzelmehrkampf: 30. Platz (Qualifikation)
Mannschaftsmehrkampf: 10. Platz (im Team Braun)

#### Rhythmische Sportgymnastik
Mädchen
- Ioanna Magopoulou
Einzel: 14. Platz (Qualifikation)
Mannschaftsmehrkampf: 9. Platz (im Team Gelb)

#### Trampolinturnen
Mädchen
- Antonia Sakellaridou
Einzel: 9. Platz (Qualifikation)
Mannschaftsmehrkampf: Bronze  (im Team Schwarz)

### Wasserspringen
Jungen
- Nikolaos Molvalis
Turmspringen 10 m: 7. Platz
Mixed: 4. Platz (mit Kimberly Bong Qian Ping  Malaysia)